# Соларо (Павија)
Соларо је насеље у Италији у округу Павија, региону Ломбардија.
Према процени из 2011. у насељу је живело 13409 становника. Насеље се налази на надморској висини од 441 м.